# Data Becker

Logo van Data Becker

Data Becker was een  oorspronkelijk Duitse uitgever van computerboeken, die in de beginperiode van de thuiscomputer - eind 1980 begin 1990 - veel basic listings deed verschijnen. In een gebonden vorm met courier font en rode slappe kaftjes hebben grote groepen enthousiastelingen de programmatuur in basic of machine code met checksum overgehaald of 'gepoked', al dan niet met eigen aanpassingen en/of uitbreidingen. Je kunt spreken van de 1e generatie home computer ondersteuning (= support). In het begin betrof het vooral programmatuur voor Commodore 64 en ZX Spectrum + Sinclair/QL home computers, later ook voor   
Atari ST en MSX. Easy Computing is een imprint van Data Becker.